# Cerovski Vrh
Cerovski Vrh je naseljeno mjesto u Republici Hrvatskoj. Nalazi se u sastavu grada Velike Gorice u Vukomeričkim goricama, iznad doline Kravaršćice. Prema popisu stanovništva iz 2011. godine u naselju žive 93 stanovnika, a proteže se na površini od 3,58 kilometara kvadratnih. Gustoća naseljenosti iznosi 26 stanovnika po kvadratnom kilometru. Cerovski Vrh ima 28 domaćinstava.

## Povijest
Selo se prvi puta spominje 1541. godine.Popis turopljskog plemstva u selu godine 1782. spominje sljedeća prezimena(tada se mjesto nazivalo Cerovsko brdo):Bernić, Belovar, Busak, Cerovski, Dorotić, Feljan, Galović, Gerdenić, Hačić, Jeratović, Kosić, Lendarić, Oblić, Petravić, Spudić.

## Stanovništvo
| broj stanovnika | 120   | 143   | 106   | 103   | 89    | 107   | 111   | 97    | 98    | 113   | 97    | 88    | 90    | 81    | 97    | 93    | 90    |
|                 | 1857. | 1869. | 1880. | 1890. | 1900. | 1910. | 1921. | 1931. | 1948. | 1953. | 1961. | 1971. | 1981. | 1991. | 2001. | 2011. | 2021. |